# Djignabo Badji
 (octobre 2024).
Pour les articles homonymes, voir Badji.
Djignabo Badji (ou Djignabo Basséne), également surnommé « Bigolo », est une grande figure de la résistance casamançaise à la colonisation française du royaume du Mof-Avví.

## Patronyme
Son nom comporte plusieurs autres variantes et graphies, telles que Jinoeb Baaji, dit Jiñaabo, ou Djignabo Bassène, en réalité Djigabéü. Son surnom Bigolo signifie « éléphant ».

## Biographie
Le 17 mai 1906, alors que Djignabo Badji, chef charismatique et responsable des fétiches (bëkin) à Séléki, affronte les troupes françaises conduites par le lieutenant Lauqué, il est tué et entre alors dans la légende. Les circonstances exactes de sa mort restent cependant controversées.

## Postérité
Le lycée de Ziguinchor porte son nom depuis 1964.
Bigolo est le nom d'une pièce de théâtre écrite par de jeunes Diolas et représentée en langue vernaculaire à l'École normale William-Ponty de Sébikotane en 1940. Elle fut mise en scène et interprétée par le futur professeur Assane Seck.
Le cinéaste d'origine casamançaise, Ousmane Sembène, a baptisé Bigolo le chef des Diolas qui résiste au colonisateur dans son long métrage Emitaï (1971).